# Laserkraft 3D
Laserkraft 3D is een Duits electrohouse-project van DJ Groovejuice (Niels Reinhard) en Tim Hoffmann.
In 2010 bracht Laserkraft 3D de single Polyester uit, maar de groep werd vooral bekend door de tweede single, Nein, Mann!, die in datzelfde jaar uitkwam. De plaat bereikte de eerste plaats in de Duitse Dance Chart en begin september de 10de plaats van de algemene hitlijst van Duitsland. In Oostenrijk werd de 5de plaats behaald in de Ö3 Austria Top 40. In Nederland werd de plaat gedraaid door Giel Beelen in zijn radioprogramma's en in De Wereld Draait Door. Op de minimalistisch vormgegeven plaat zingt de zanger dat hij noch ein bisschen tanzen wil, ondanks dat diverse mensen hem ertoe proberen te bewegen naar huis te gaan.

## Discografie

### Singles
| Single met eventuele hitnotering(en) in de Nederlandse Top 40 | Datum van verschijnen | Datum van binnenkomst | Hoogste positie | Aantal weken | Opmerkingen                |
| ------------------------------------------------------------- | --------------------- | --------------------- | --------------- | ------------ | -------------------------- |
| Nein, Mann!                                                   | 27-08-2010            | 18-09-2010            | 12              | 9            | nr. 4 in de Single Top 100 |

| Single met hitnotering(en) in de Vlaamse Ultratop 50 | Datum van verschijnen | Datum van binnenkomst | Hoogste positie | Aantal weken | Opmerkingen |
| ---------------------------------------------------- | --------------------- | --------------------- | --------------- | ------------ | ----------- |
| Nein, Mann!                                          | 2010                  | 02-10-2010            | 5               | 19*          |             |